# Félix María Samaniego
Pour les articles homonymes, voir Samaniego.
Félix María Samaniego, né le 12 octobre 1745 et mort le 11 août 1801 à Laguardia, est un poète et fabuliste espagnol.
Gentilhomme riche et de bonne naissance, seigneur des villages de la vallée d'Arraya, dont la première éducation fut entièrement française, Samaniego partagea son temps entre l'étude et l'encouragement de l'instruction populaire. Il fut l'un des fondateurs et des membres les plus actifs des sociétés patriotiques formées sous le règne de Charles III qui exercèrent une si remarquable influence sur les progrès des lettres en Espagne.

## Biographie
Membre de la Société de la Biscaye, fondée en 1765, qui se consacrait à l'éducation des classes pauvres, ce fut pour aider à cette noble entreprise que Samaniego se mit à composer un recueil de Fables morales à l'usage des élèves du collège de Vergara élevés par les soins de la Société. Samaniego avait soumis à Iriarte ses fables qu'il avait terminées dès 1779 et, sur les conseils de ce dernier, il les publia en partie en 1781, puis et 1784, à Bilbao, et réunit les deux parties dans l'édition de Madrid : Fabulas en verse castillano ; 1787, 2 vol. in-8°, lui dédiant même le troisième livre de ses apologies. Lorsque Iriarte publia, à son tour, ses Fables littéraires en 1782, il se vanta d'avoir donné à l'Espagne ses premières fables originales, Samaniego cria au plagiat, et une lutte acharnée s'engagea entre les deux fabulistes, assistés chacun de leurs tenants. Samaniego poussa la colère jusqu'à la férocité. Un de ses pamphlets est intitulé Lettre apologétique à M. Masson. Samaniego se demande, comme l'auteur français : « Que doit-on à l'Espagne ? » et il répond : « Iriarte ! »
Chacun des deux fabulistes a néanmoins son originalité propre. Si les Fables littéraires d'Iriarte sont plus neuves, les vieux récits rajeunis par Samaniego sont peut-être d'allure plus naturelle et plus plaisante. Si le style de Samaniego est moins châtié et est moins original que celui de Iriarte, il a ces qualités de génie poétique, de naturel et de facilité, qui le rapprochent de La Fontaine.
Samaniego était membre de l'Académie de Madrid.

## Œuvre
Les fables de Samaniego sont au nombre de 157; la plupart sont imitées des Anciens, des récits orientaux, et surtout de La Fontaine et de John Gay.
Samaniego est également l'auteur de contes licencieux, longtemps restés inédits, que l'on peut lire dans l'anthologie intitulée Cuentos y poesías mas que picantes.

### Fables
- Congreso de los ratones.
- La Águila, la corneja y la tortuga.
- La Cigarra y la hormiga.
- La Lechera.
- La Zorra y la gallina.